# Chlamydera
Chlamydera là một chi chim trong họ Ptilonorhynchidae.

## Các loài
- Chlamydera cerviniventris (Gould, 1850)
- Chlamydera guttata (Gould, 1862)
- Chlamydera nuchalis (Jardine & Selby, 1830)

Đồng nghĩa:
- Chlamydera nuchalis nuchalis (Jardine & Selby, 1830)
- Chlamydera nuchalis orientalis (Gould, 1879)

- Chlamydera lauterbachi (Reichenow, 1897)

Đồng nghĩa:
- Chlamydera lauterbachi lauterbachi (Reichenow, 1897)
- Chlamydera lauterbachi uniformis (Rothschild, 1931)

- Chlamydera maculata (Gould, 1837)

## Hình ảnh

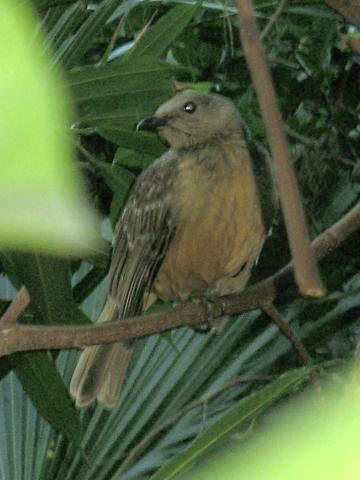
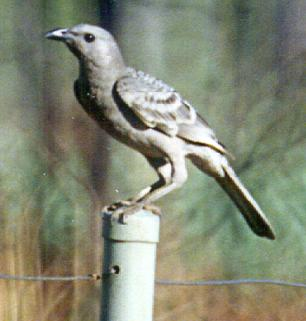
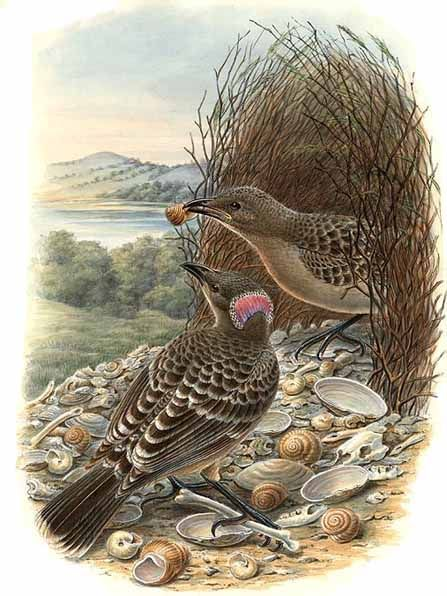